# Michel Dumas (konstnär)

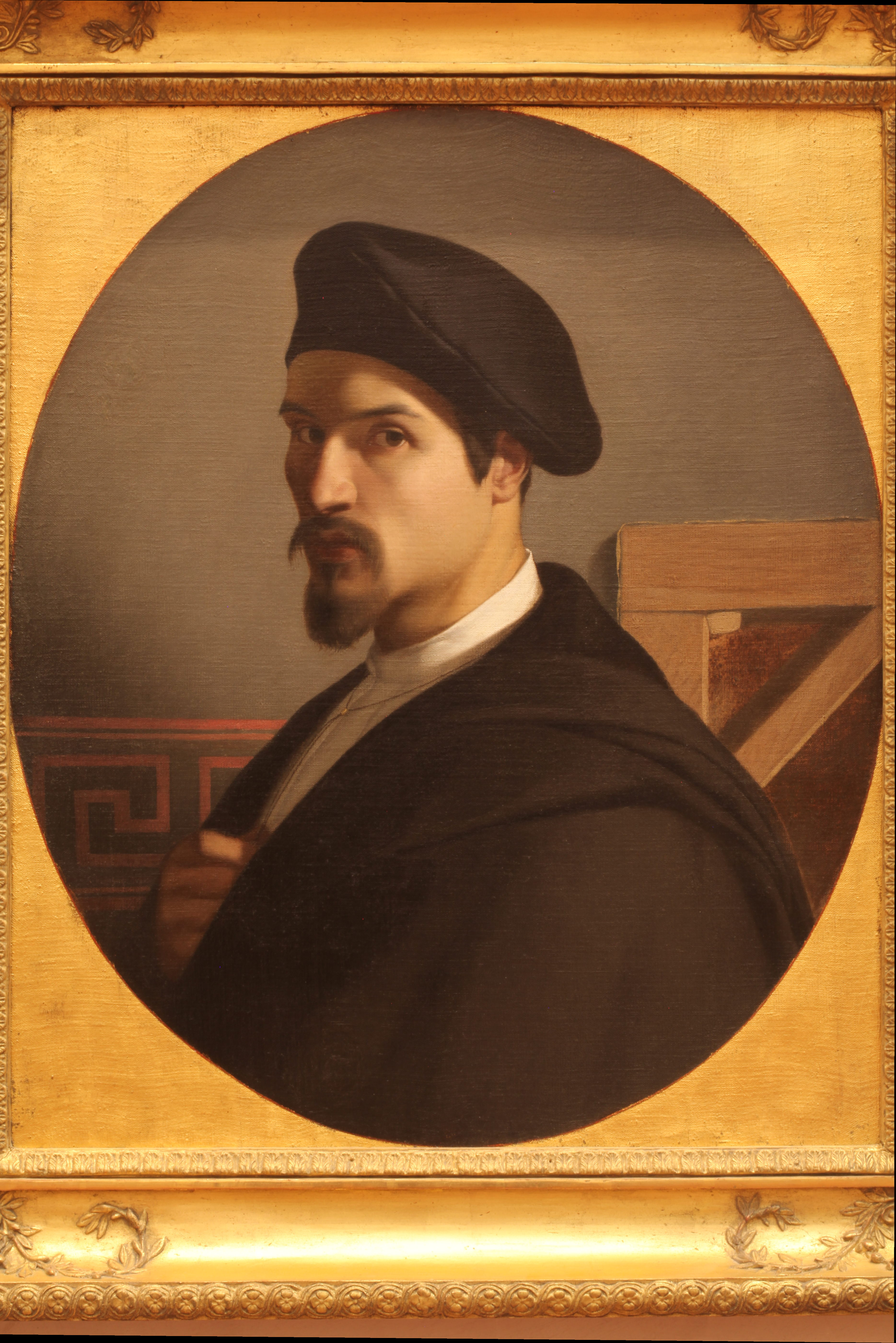
Michel Dumas, självporträtt.

Michel Dumas, född den 19 juni 1812 i Lyon, död där den 25 juni 1885, var en fransk målare.
Dumas blev vid unga år i Paris lärjunge till Ingres och ägnade sig åt historiemåleriet, där han utmärkte sig för en viss karaktär och energi i behandlingen, utan att dock äga någon framstående fantasi och uppfinningsförmåga. Han är sålunda mest märklig såsom representant för den efterklassiska riktning, som flydde från livet och kastade sig i armarna på den historiska framställningen. Till hans bästa arbeten hör Kvinnorna vid graven, Mater Dolorosa, Kristus i Emmaus, Sankt Dionysius, Kristi frestelse, varjämte han målade porträtt. 